# 丙氨酸循环

丙氨酸-葡萄糖循环

丙氨酸循环（英語：Alanine cycle）与科里循环十分相似，在低氧环境下，肌肉产生乳酸的同时也会产生丙氨酸。丙氨酸穿梭回肝脏，在那里被用于生成葡萄糖。
肌肉组织中的氨基酸经转氨基作用将氨基转给丙酮酸生成丙氨酸，经血液运输到肝脏，在肝脏中丙氨酸通过联合脱氨基作用生成丙酮酸和游离氨，可经糖异生作用生成葡萄糖，葡萄糖由血液运输到肌肉组织中沿糖分解途径再产生丙酮酸，后者再接受氨基生成丙氨酸，通过这循环使肌肉中的氨以无毒氨基酸形式运输到肝，同时肝也为肌肉提供了生成丙酮酸的葡萄糖。